# Jan Čulík
Jan Čulík (* 2. listopadu 1952 Praha) je český bohemista a publicista, šéfredaktor Britských listů, dlouhodobě působící ve Spojeném království.

## Život
Po maturitě na gymnáziu v Praze 7 (Nad Štolou) absolvoval Filozofickou fakultu Karlovy univerzity. Působí jako Senior Lecturer in Czech Studies na University of Glasgow.
V letech 1988–1989 v Londýně spolupracoval s Janem Kavanem a jeho tiskovou agenturou Palach Press, pod titulem Uncensored Czechoslovakia vydával anglickou mutaci čtrnáctideníku Informace o Chartě 77.
Od července 1996 je šéfredaktorem internetového deníku Britské listy.

### Spor s vedením nemocnice v Sheffieldu
V lednu 2016 Jan Čulík podal stížnost vedení nemocnice v Sheffieldu na českého lékaře Vladislava Rogozova kvůli jeho údajnému lživému popisu situace ve Spojeném království a rasismu.

## Citáty
- Rozsáhlý volební program Labouristické strany byl příliš složitý, nesrozumitelný a nepřehledný pro obyčejného voliče.[3] coby zdůvodnění výsledku parlamentních voleb v Británii
- Labouristická strana za Corbyna se snažila prosazovat naivní socialismus, ten by ale nebyl tak škodlivý jako vláda podvodníků, lhářů a násilníků, jakou představuje Johnson a jeho mafie.[3]
- Johnson je nekompetentní idiot a notorický lhář.[3]
- V ČR je široké povědomí, že týdeník Reflex je jednou z nejhnusnějších publikací, jaká v té zemi  existuje, a slušní lidé by se ho nedotkli ani třímetrovou tyčí.[4]
- Komunismus v ČSSR byl pravicový režim, vy hlupáku.[5]

## Dílo
Čulík mj. vydal 4 knižní výbory z publikovaných článků.

### Knižní vydání
- Knihy za ohradou: Česká literatura v exilových nakladatelstvích 1971–1989 (1991)
- …jak Češi myslí (1999)
- …jak Češi jednají (2000)
- V hlavních zprávách: Televize. Fakta, která před vámi zatajili (spoluautor Tomáš Pecina) (2001)
- Jak Češi bojují (2003)
- Jací jsme: Česká společnost v hraném filmu devadesátých a nultých let (2007)
- Society in Distress: The Image of the Czech Republic in Contemporary Czech Feature Film (2012); studie o stereotypech, jaké český postkomunistický hraný film šíří do české společnosti
- National Mythologies in Central European TV Series: How J.R. won the Cold War (2013); studie o konstrukci národních mytologií ve středoevropských televizních seriálech za komunismu i postkomunismu